# Волвега
Волвега (нід. Wolvega) — місто в нідерландській провінції Фрисландія. Адміністративний центр муніципалітету Вестстеллінгверф.
Його площа становить 13,19км², а населення станом на 2021 рік складало 13 090 осіб.
Перша згадка про населений пункт датується 1218 роком.

## Галерея

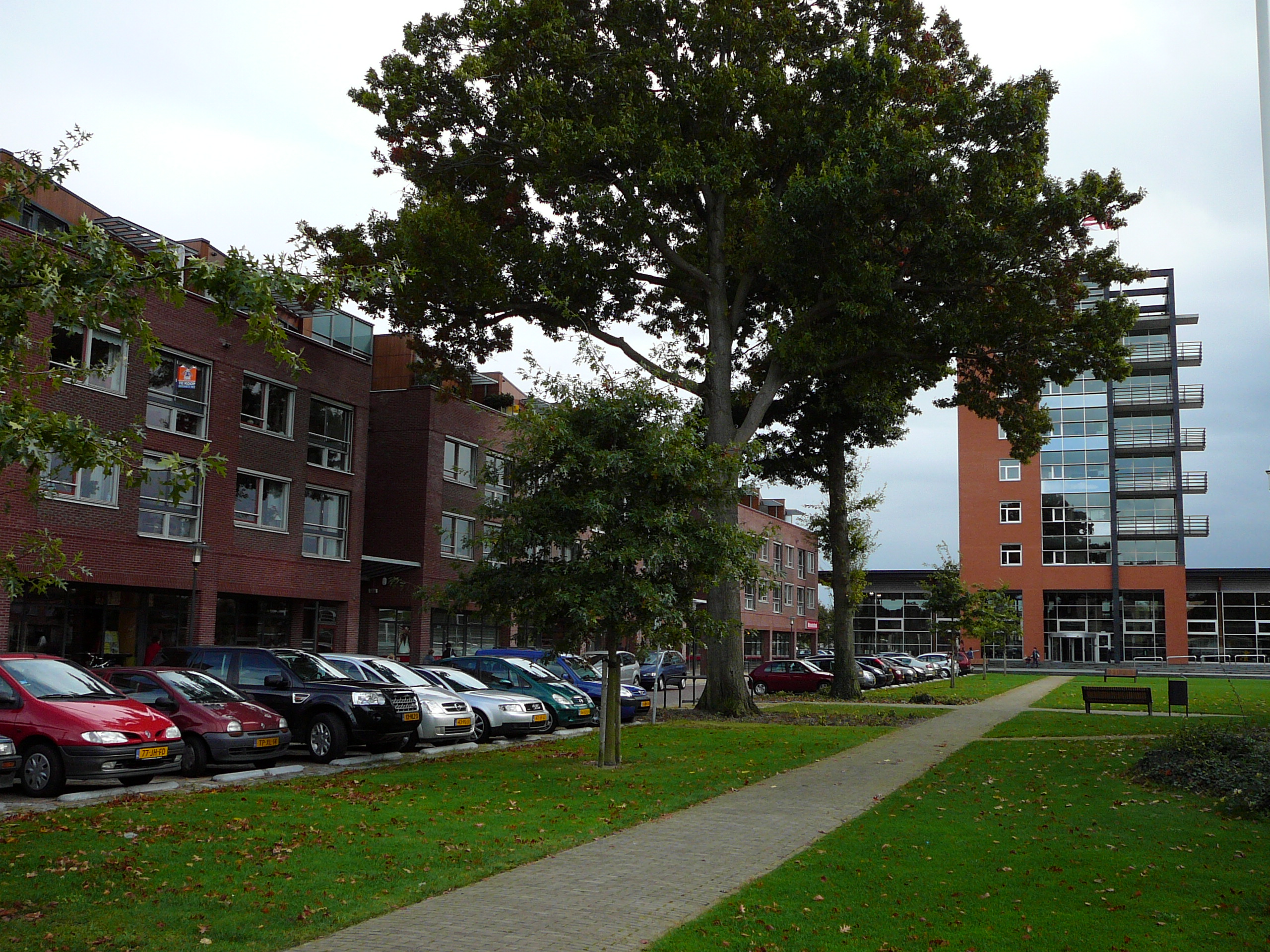
Будівля мерії
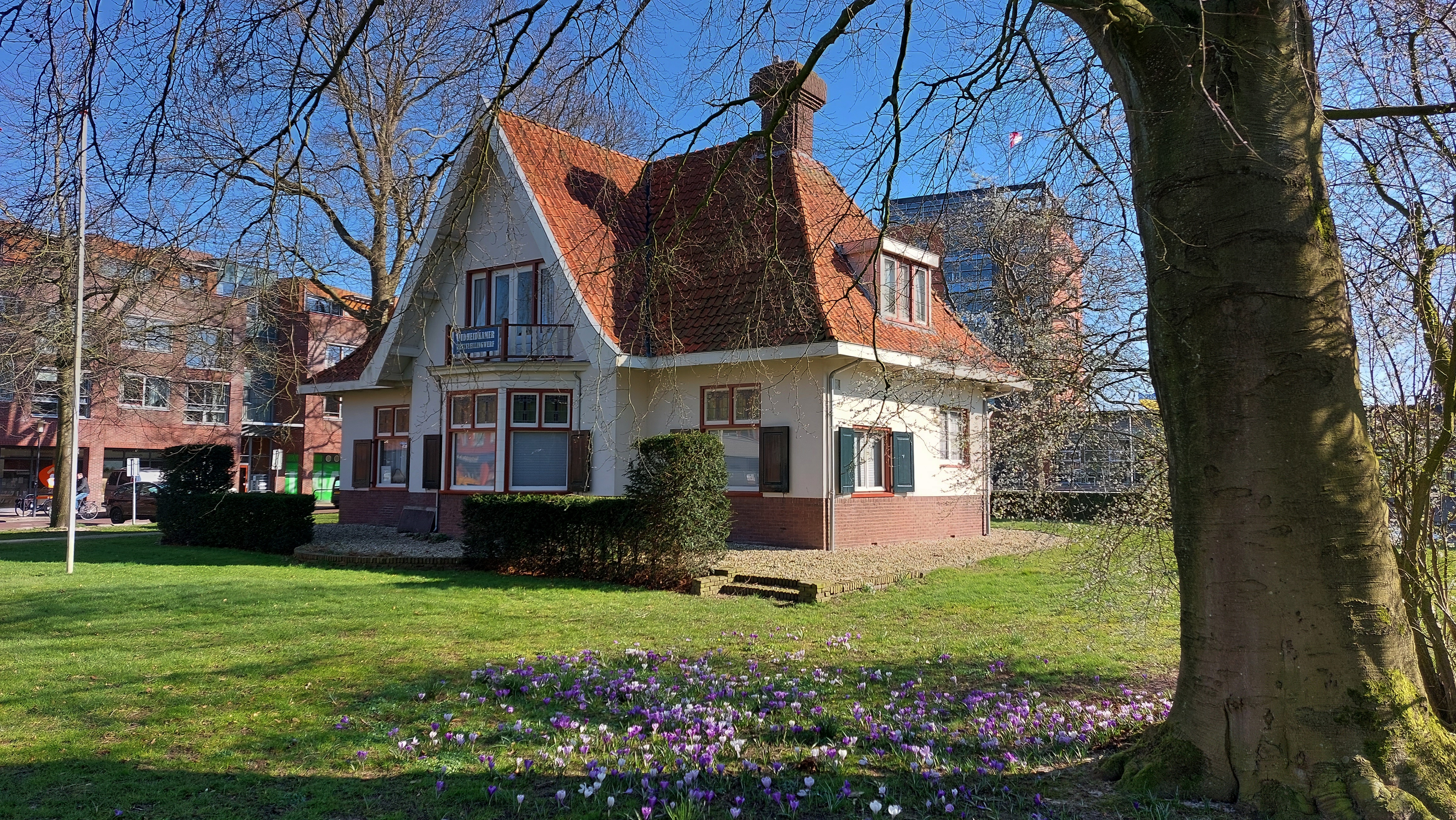
Міський будинок
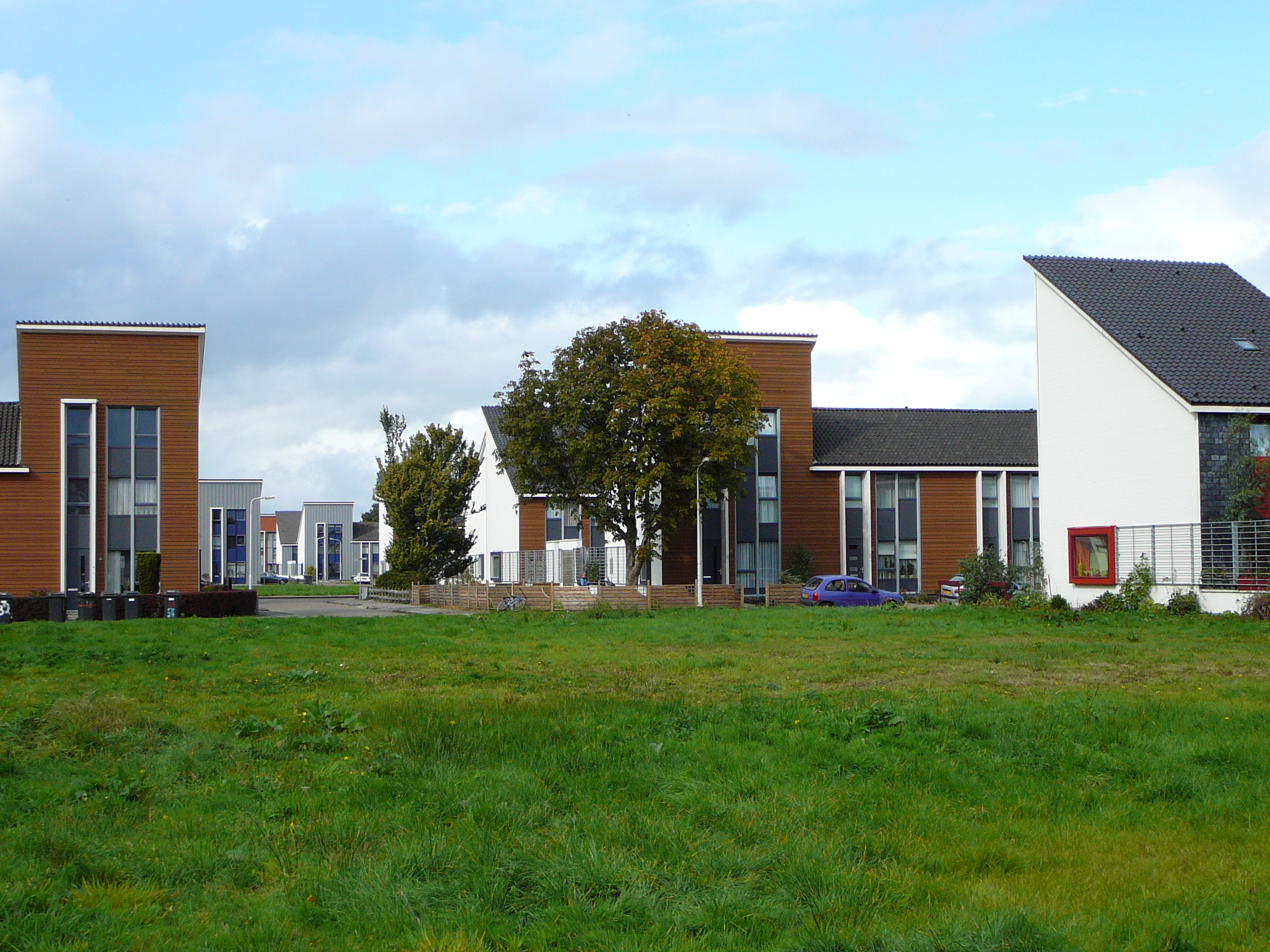
Міська забудова
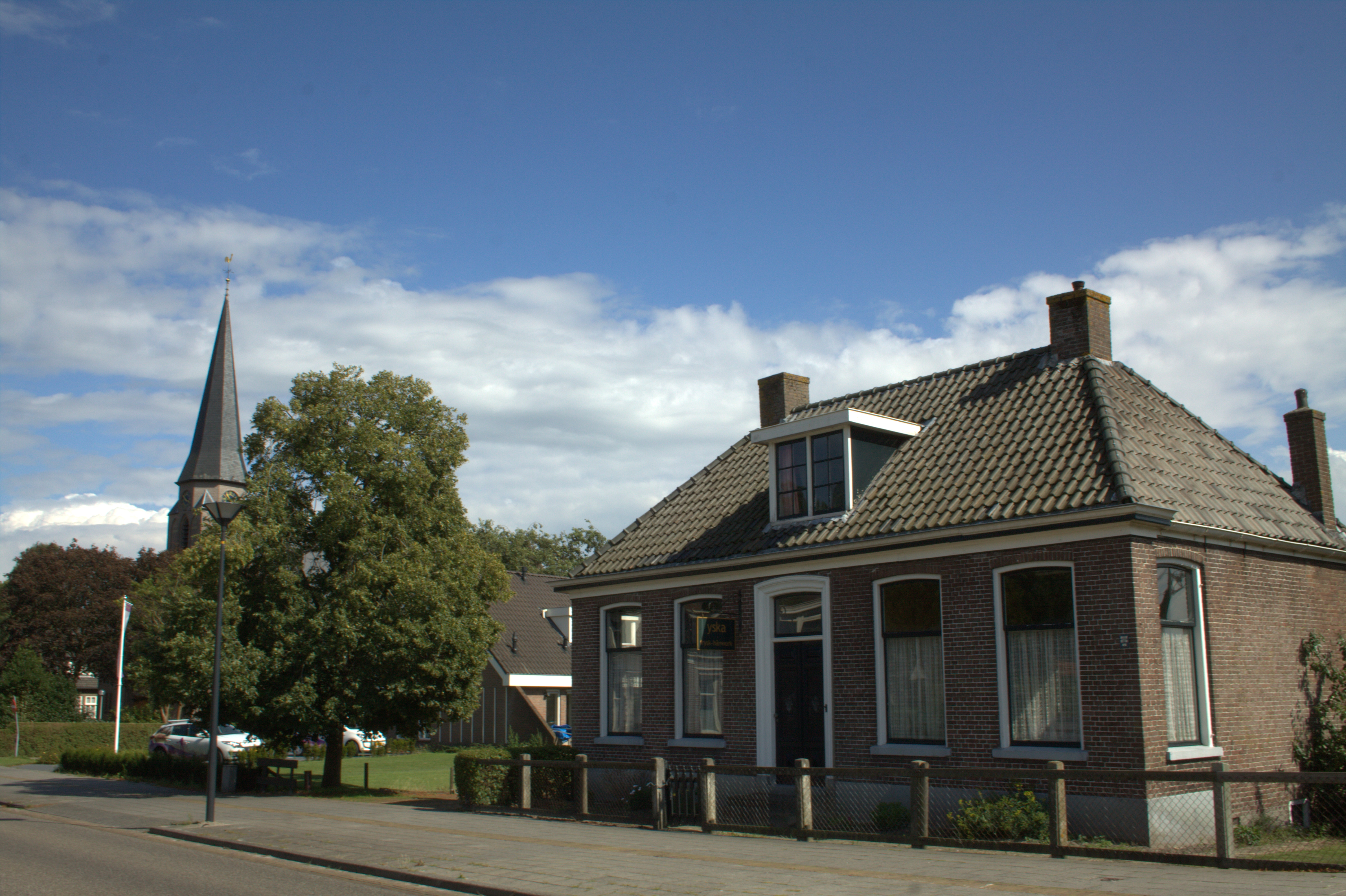
Вулична панорама